# Ludwik Czystogórski
Ludwik Czystogórski (właśc. Ludwik Reinberg, ur. 1855, zm. 28 stycznia 1933) – aktor teatralny, śpiewak operetkowy, dyrektor teatrów prowincjonalnych.

## Kariera aktorska
Debiutował w Teatrze Małym w Warszawie w 1881 r. W toku dalszej kariery występował w zespołach teatrów prowincjonalnych: Józefa Puchniewskiego (sez. 1883/1884), Józefa Teksla (1884, 1888), Jana Szymborskiego (1886–1887), Juliana Grabińskiego (1888, 1891), Maurycego Kisielnickiego (1889), Jana Reckiego i Lucjana Dobrzańskiego (1889), Łucjana Kościeleckiego (1890) i Felicjana Felińskiego (sez. 1904/1905)  a także w warszawskich teatrach ogródkowych: „Nowy Świat”, „Allambra”, „Wodewil”, „Belle Vue” i „Promenada”. W 1900 r. został zaangażowany do zespołu Teatru Miejskiego we Lwowie, w którym grał do 1903 r. Wystąpił m.in. w rolach: Szczoteczki (Bursze), Margrabiego (Dzwony kornewilskie), Gabriela (Zemsta nietoperza), Parysa (Piękna Helena), Sarmienta (Gaduły), Michałka (Robert i Bertrand czyli Dwaj złodzieje) i Serafina (Piękna żonka).

## Zarządzanie zespołami teatralnymi
W 1891 pełnił funkcję administratora zespołu warszawskiego teatru ogródkowego „Promenada”, w którym również występował. We wrześniu tego roku zorganizował własny zespół, wraz z którym w kolejnych latach dawał przedstawienia m.in. w Lublinie, Kaliszu, Częstochowie, Dąbrowie Górniczej, Sielcu, Radomiu, Kielcach, Włocławku, Płocku, Suwałkach, Łomży, Sosnowcu, Staszowie, Sandomierzu, Siedlcach, Piotrkowie i Łowiczu a w okresach letnich w warszawskich teatrach ogródkowych: „Wodewil”, „Eldorado”. Zespół został rozwiązany w 1896 r. W 1898 r. L. Czystogórski podjął próbę organizacji zespołu teatralnego w Stanisławowie. Od 1899 r. znów prowadził zespół, który występował w Kołomyi, Czerniowicach, Tarnowie, Rzeszowie i Nowym Sączu, a także w teatrze letnim w Parku Krakowskim i w Morawskiej Ostrawie. W 1903 r. próbował bezskutecznie zorganizować zespół w Płocku.

## Rodzina
Jego bracia: Feliks Feliksiewicz i Benedykt Remy również występowali w teatrach (jako śpiewacy).